# Louis Gaertner AG
Die Louis Gaertner AG war ein deutscher Stellmacherbetrieb, der in Bremen ansässig war.

## Geschichte
Die Firma von Louis Gaertner wurde 1912 von Sigmund Meyer zusammen mit der Nationalbank für Deutschland, die „Bremer Wagen- u. Carosserie-Werke GmbH“  in die Louis Gaertner AG umgewandelt. Sie kann als Nebenbetrieb des Automobilherstellers Hansa-Lloyd gelten, denn diese Firma war Hauptgesellschafter und bezog alle bei Gaertner gebauten Karosserien. 1927 erschien es Hansa-Lloyd rentabler, die Karosserien im eigenen Unternehmen herzustellen und die Louis Gaertner AG wurde aufgelöst. Die Immobilien der Firma erwarben Carl Friedrich Wilhelm Borgward und sein Kompagnon Wilhelm Tecklenborg.